# Vattenförvaltning i Sverige
Vattenförvaltning i Sverige bedrivs med syfte att upprätthålla en god vattenkvalité, förvalta vattenresurser samt minska människans negativa påverkan på sjöar, vattendrag, grundvatten samt kust- och havsvatten. Vattenförvaltning  likställs ofta med förvaltning enligt Vattendirektivet, men det finns även annan lagstiftning som berör ämnet. Vattenmyndigheterna ansvarar för vattenförvaltningen i Sverige. 

## Cykel och indelning
Förvaltningen sker i cykler på 6 år med steg som 
- Kartläggning enligt övervakning
- Klassificering
- Fastställande av miljökvalitetsnormer och åtgärder
- Upprättande av förvaltningsplaner och rapportering till EU

Allt Sveriges vatten delas inom vattenförvaltningen in i vattenförekomster eller övrigt vatten. Indelningen görs baserat på bland annat avrinningsområden och storlekskriterier.
- Vattenförekomster
  - Ytvatten
    - Vattendrag
    - Sjöar
    - Kustvatten

  - Grundvatten
- Övrigt vatten

Ytvattenförekomsterna delas också in i typer för att inom förvaltningen kunna jämföra vatten med likartade egenskaper. 

## Lagar och direktiv

### Vattendirektivet
Vattendirektivet sätter krav på vattenkvalitén hos EU:s vattenförekomster. Det innebär att kustvatten (vattnet mellan kustlinjen och 1  sjömil utanför baslinjen) , grundvatten, vattendrag och sjöar klassas baserat på sin ekologiska och/eller kemiska och kvantitativa status.

### Helsingforskonventionen
Vatten som ligger mellan 1 och 12 sjömil utanför baslinjen förvaltas med avseende på kemisk status enligt Helsingforskonventionen. 

### Havsmiljödirektivet
EU:s vatten mellan kustlinjen till yttersta gränsen för den ekonomiska zonen förvaltas inom Havsmiljödirektivet. Detta innebär att direktivet delvis överlappar med Vattendirektivet. 